# À travers la plaine
Pour plus de détails, voir Fiche technique et Distribution.
À travers la plaine est un film muet français réalisé par Jean Durand, sorti en 1910.
Produit par Lux Compagnie Cinématographique de France, ce western camarguais a pour principaux interprètes Joë Hamman et Gaston Modot.

## Fiche technique
- Titre : À travers la plaine
- Réalisation et scénario : Jean Durand
- Société de production : Lux Compagnie Cinématographique de France
- Société de distribution : Lux Compagnie Cinématographique de France
- Pays d'origine :  France
- Langue : film muet avec les intertitres  en français
- Format : Noir et blanc — 35 mm — 1,33:1 — Muet
- Genre : Western
- Durée : inconnue
- Date de sortie : 
  -  France : 1910

## Distribution
- Joë Hamman
- Gaston Modot